# جک اسمیت (بازیکن فوتبال، زاده ۱۸۸۲)
جک اسمیت (انگلیسی: Jack Smith؛ زادهٔ ۱۸۸۲) بازیکن فوتبال اهل بریتانیا است.
از باشگاه‌هایی که در آن بازی کرده‌است می‌توان به باشگاه فوتبال لوتون تاون، باشگاه فوتبال بریستول راورز، باشگاه فوتبال ولورهمپتون واندررز، باشگاه فوتبال نوریچ سیتی، باشگاه فوتبال کاونتری سیتی، باشگاه فوتبال میلوال و باشگاه فوتبال بیرمنگام سیتی اشاره کرد.